# HOME MADE (PSY・Sのアルバム)
『HOME MADE』（ホーム・メイド）は、1994年4月21日にCDとMDで発売されたPSY・Sのセルフカバー・アルバム。

## 解説
全編アコースティック楽器中心。ドラムスは使用せず、コーラスも入れないシンプルな演奏が特徴。1990年発表『SIGNAL』とは異なりデジタル録音。選曲はCHAKA。本作2ヶ月前、2月21日に発売されたシングル「花のように」も新録音で収録。
「Lemonの勇気」「Friends or Lovers」「どうして？」「EARTH〜木の上の方舟」の4曲はSonia Slaneyがアレンジし、自身の弦楽カルテット「Electra Strings」の演奏でイギリスのアビイ・ロード第2スタジオで録音されNeil Dofsman(英語版)がレコーディング・ミックスを担当。
東京レコーディングは、大きく4つに分かれ、東京スカパラダイスオーケストラホーン・セクション（NARGO・北原雅彦・GAMOU）/バカボン鈴木（ベース）/越智ブラザーズ（パーカッション）とのセッション、バックバンドLIVE PSY・Sとのセッション、松浦のピアノ・CHAKAのヴォーカルによる2人だけの演奏、松浦ピアノソロによるInstrumental録音の4つである。CD初盤はスリーブケース仕様。

## 収録曲
全曲　作曲：松浦雅也　編曲：松浦雅也（except:4,6,10,12）
1. あさ 〜from day to day(4:13)[1]
2. 星空のハートエイク(3:26)[1]
3. ROBOT(4:38)[1]
4. Lemonの勇気(4:48)[1]
5. ジェラシー "BLUE"(4:19)[1]
6. Friends or Lovers(4:31)[1]
7. 花のように(3:47)[1]
8. セパレイト・ブルー(4:40)[1]
9. 青空がいっぱい(4:08)[1]
10. どうして?(4:36)[1]
11. 遠い空(4:36)[1]
12. EARTH〜木の上の方舟(4:37)[1]
13. 倖せが迷う森 Instrumental(5:22)[1]
14. 星空のハートエイク Honkey Tonk Version(3:25)[1]